# Cornelius Pasichny
Cornelius John Pasichny (ur. 27 marca 1927 w Winnipeg, zm. 30 stycznia 2014 w Toronto) – kanadyjski duchowny Kościoła katolickiego obrządku bizantyjsko-ukraińskiego, bazylianin. W latach 1996–1998 eparcha Saskatoon, następnie w latach 1998-2003 eparcha Toronto.

## Życiorys
Święcenia prezbiteratu przyjął 5 lipca 1953 jako członek zakonu bazylianów. 6 listopada 1995 został mianowany eparchą Saskatoon. Chirotonii udzielił mu w dniu 17 stycznia 1996 archieparcha Winnipeg Michael Bzdel CSSR, któremu towarzyszyli ustępujący eparcha Saskatoon Wasyl Feliwicz oraz eparcha New Westminster Severian Yakymyshyn OSBM. 1 lipca 1998 został przeniesiony na urząd eparchy Toronto. W marcu 2002 osiągnął wiek emerytalny, który dla katolickich biskupów wynosi 75 lat, po czym 3 maja 2003 został biskupem seniorem.